# Setra S 319 UL
De Setra S 319 UL is een bustype dat zowel geschikt is als streekbus als voor tourvervoer. Dit bustype is geproduceerd door de Duitse busfabrikant Setra. De UL in de benaming staat voor Überlandbus, wat weer streekbus betekent. De bus heeft geen verlaagde vloer, waardoor er treden nodig zijn en mindervalide mensen moeilijker de bus in kunnen. De bus is eind 2002 vervangen door de S 419 UL. Dit type model heeft twee uitvoeringen, de uitvoering met een front voor openbaar vervoer en de uitvoering met een front voor toerisme (GT-versie).

## Inzet
Dit model bus wordt onder andere in Luxemburg, Duitsland en Zweden ingezet.
| Land      | Bedrijf             | Aantal | Serie         | Inzet        | Opmerking                             |
| --------- | ------------------- | ------ | ------------- | ------------ | ------------------------------------- |
| Duitsland | Leobus              | 3      | 5084 - 5086   | Leipzig      |                                       |
| Luxemburg | Bartholmé Klierf    | 1      | SL3150        | Luxemburg    |                                       |
| Luxemburg | Rapide des Ardennes | 1      | ET4816        | Luxemburg    |                                       |
| Luxemburg | Ross Tratten        | 1      | SL3151        | Luxemburg    |                                       |
| Luxemburg | Sales-Lentz         | 2      | SL3256-SL3257 | Luxemburg    | Ex-Frisch R. B1114 en Frisch R. B1610 |
| Luxemburg | Voyages Koob        | 1      | B1526         | Luxemburg    |                                       |
| Luxemburg | Voyages Koob        | 1      | DB6542        | Luxemburg    |                                       |
| Luxemburg | Voyages Koob        | 1      | QF7235        | Luxemburg    |                                       |
| Luxemburg | Voyages Koob        | 1      | SX7940        | Luxemburg    |                                       |
| Luxemburg | Voyages Vandivinit  | 1      | VV2012        | Luxemburg    |                                       |
| Luxemburg | Voyages Vandivinit  | 1      | VV2016        | Luxemburg    |                                       |
| Luxemburg | Voyages Wagener     | 2      | VD4702-VD4703 | Luxemburg    |                                       |
| Nederland | Eventliner Tours    | 1      | 32-BGT-9      | Tour vervoer |                                       |
| Nederland | GoTourgether        | 1      | 99-BDJ-7      | Tour vervoer |                                       |
| Nederland | Hatro Tours         | 1      | 49-BBD-2      | Tour vervoer | Ex Demy Cars 28.                      |
| Nederland | Topbus              | 1      | 2             | Tour vervoer |                                       |

## Verwante bustypen

### Hoge vloer
- Setra S 313 UL - 10 meteruitvoering (2 assen)
- Setra S 315 UL - 12 meteruitvoering (2 assen)
- Setra S 316 UL - 13 meteruitvoering (2 assen)
- Setra S 317 UL - 14 meteruitvoering (3 assen)

### Lage vloer
- Setra S 300 NC - 12 meteruitvoering (2 assen)
- Setra S 315 NF - 12 meteruitvoering (2 assen)
- Setra S 319 NF - 13 meteruitvoering (2 assen)

### Andere modellen
- Setra S 315 H - 12 meter semitour-uitvoering (2 assen)
- Setra SG 321 UL - 18 meter gelede-uitvoering (3 assen)